# Ranuccio II de Parma

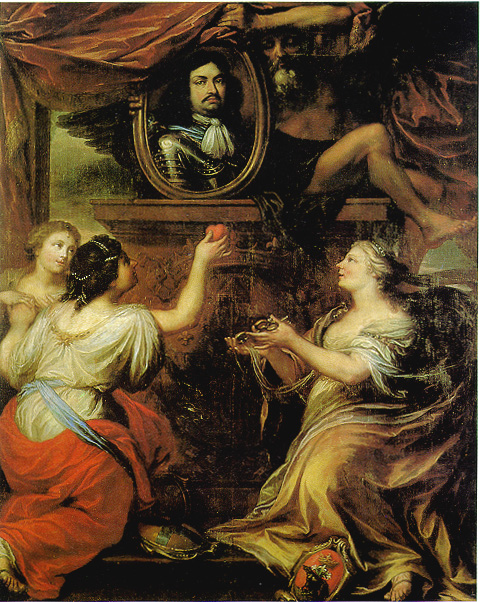
Il Tempo mostra il ritratto di Ranuccio II alle figure allegoriche di Parma, Piacenza e Castro, obra de Frans Denys.

Ranuccio II de Parma o Ranuccio II Farnese (Casalmaggiore, Venècia 1630 - Parma, Ducat de Parma 1694) fou el 6è Duc de Parma entre 1646 i 1694.

## Orígens familiars
Va néixer el 17 de setembre de 1630 a la població de Casalmaggiore, situada en aquells moments a la República de Venècia i que avui en dia forma part de la província de Cremona sent el fill primogènit del duc Odoard I de Parma i Margarida de Mèdici. Fou net per línia paterna de Ranuccio I de Parma i la seva esposa Margarida Aldobrandini, i per línia materna de Cosme II de Mèdici i Maria Magdalena d'Àustria i fou germà del governador Alexandre Farnese.
Morí l'11 de desembre de 1694 a la ciutat de Parma.

## Duc de Parma
A la mort del seu pare, ocorreguda el setembre de 1646, fou nomenat duc de Parma, si bé durant els dos primers anys del seu regant tingué la regència de la seva mare i del seu oncle Francesc Maria Farnese. Durant el seu mandat el ducat es va veure involucrat en les anomenades Guerres de Castro al voltant del feu de Castro, el qual era pretés per la família del papa Urbà VIII. El 1649 el successor d'Urbà, Innocenci X, acusà Ranuccio II d'haver manat assassinar el cardenal Cristoforo Giarda, el qual havia estat nomenat bisbe de la ciutat, per la qual cosa aquest feu fou assetjat per les tropes papals durant dos mesos.
El desembre de 1654 posà a disposició de Cristina de Suècia, arribada a Roma un cop havia abdicat del seu tron, el Palau Farnese pel seu allotjament. Cristina, que s'havia convertit recentment al catolicisme, tenia bones relacions amb el Papa Alexandre VII, i el duc tenia esperances que ella l'ajudés a que el Sant Pare aixequés algunes restriccions que encara requeien sobre el ducat de Parma.
En finalitzar el seu mandat, que durà 48 anys, hagué de sofrí la presència de les tropes imperials al ducat, tropes que es trobaven en lluita amb el duc Víctor Amadeu II de Savoia i el Regne de França.

## Núpcies i descendents

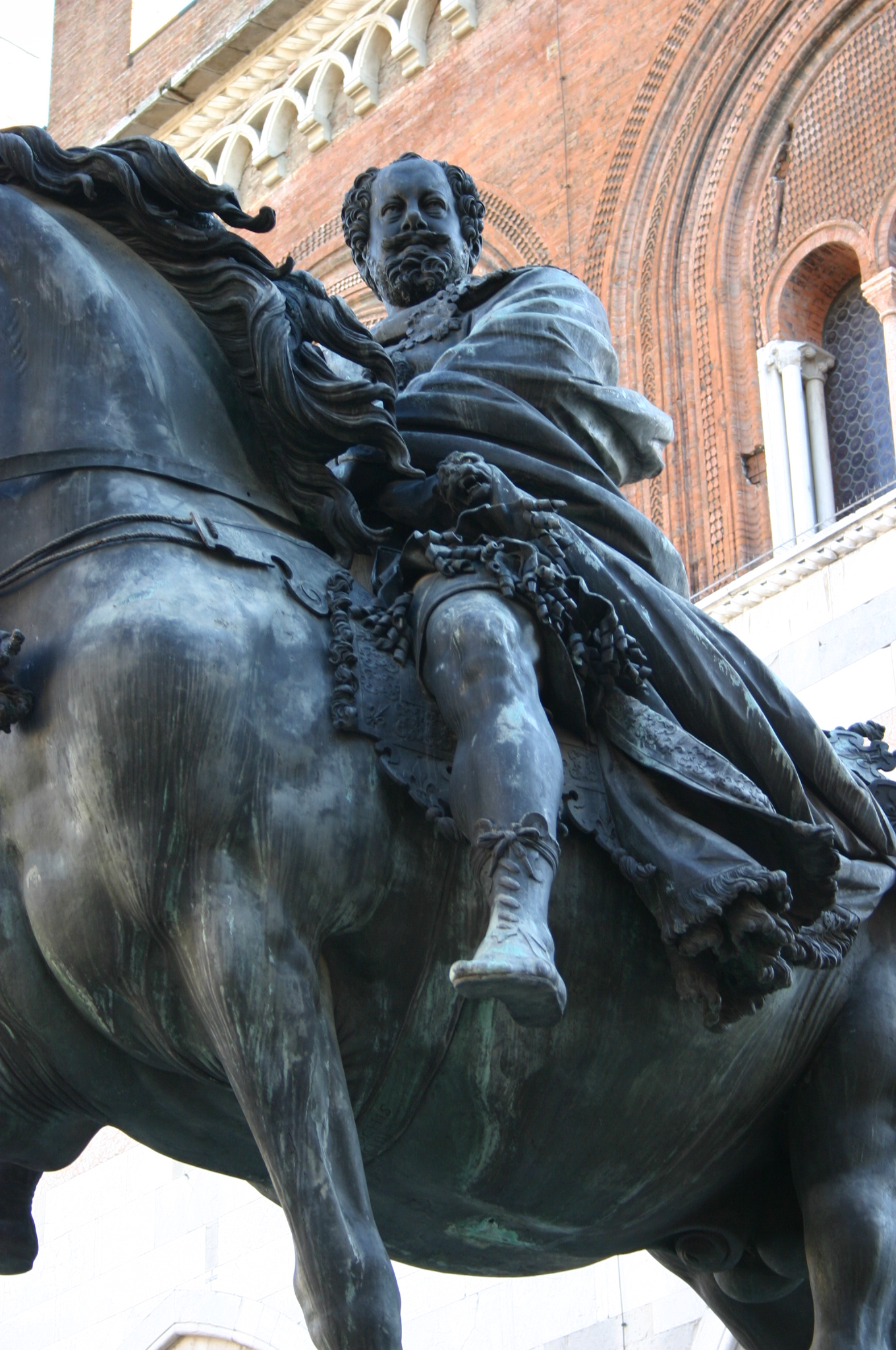
Estàtua en honor de Ranuccio II a la ciutat de Piacenza realitzada per Francesco Mochi.

Es casà, en primeres núpcies, el 29 d'abril de 1660 a la ciutat de Torí amb Margarida Violant de Savoia, filla de Víctor Amadeu I de Savoia i Maria Cristina de França. D'aquesta unió nasqueren:
- una filla (1661)
- un fill (1663)

Després de la mort de la seva primera esposa en el part del seu últim fill, es casà el 18 de febrer de 1664 a la ciutat de Mòdena amb Isabel d'Este, filla de Francesc I d'Este i Maria Caterina Farnese. D'aquesta unió nasqueren:
- Margarida Maria Farnese (1664-1718), casada el 1695 amb Francesc II d'Este
- Teresa Farnese (1665-1702), religiosa benedictina
- Odoard II de Parma (1666-1693), príncep hereu, casat amb la princesa Dorotea Sofia del Palatinat-Neuburg (1670-1748).

Es casà, en terceres núpcies, l'1 d'octubre de 1668 amb Maria d'Este, germana de la seva anterior esposa. D'aquesta unió nasqueren:
- Isabel Francesca Maria Farnese (1668-1718), religiosa benedictina
- Victòria Maria Francesca Farnese (1669-1671)
- un fill (1671)
- Victòria Farnese (1672)
- Caterina Farnese (1672), bessona de l'anterior
- un fill (1674)
- Elionor Farnese (1675)
- Francesc I de Parma (1678-1727), duc de Parma, casat amb Dorotea Sofia del Palatinat-.
- Antoni I de Parma (1679-1731), duc de Parma, casat amb Enriqueta d'Este